# Патриксуел
Патриксуел (на английски: Patrickswell, старо име Toberpatrick, Тоубърпатрик, на ирландски Tobar Phádraig) е град в западната част на Южна Ирландия. Разположен е в графство Лимерик на провинция Мънстър. Намира се на 10 km югозападно от административния център на графството Лимерик. Имал е жп гара от 12 юли 1856 г. до 2 декември 1974 г. Населението му е 924 жители от преброяването през 2006 г. 